# Michael Berenbaum
Pour les articles homonymes, voir Berenbaum.
Michael Berenbaum (né le 31 juillet 1945 à Newark, dans le New Jersey) est un chercheur, professeur, rabbin, écrivain et cinéaste américain, spécialiste de l'Holocauste. Il a été directeur adjoint de la Commission du Président sur l'Holocauste (1979-1980), directeur de projet de l'United States Holocaust Memorial Museum (USHMM) (1988-1993), et directeur de l'Institut de recherche sur l'Holocauste  de l'USHMM (1993-1997).
Il a été dupe du fabulateur Herman Rosenblat et lui a apporté sa caution.